# Friedrich August Nösselt
Friedrich August Nösselt, als Schriftsteller meist nur Friedrich Nösselt, (* 18. Mai 1781 in Halle (Saale); † 11. April 1850 in Breslau) war ein deutscher Schriftsteller und Pädagoge.

## Werdegang
Nösselt war ein Sohn des Theologen Johann August Nösselt. Er hatte von 1791 die Schule des Waisenhauses in Halle besucht und studierte 1801 Theologie in Halle. Nach seinem Abschluss 1804 fand er erst eine Anstellung am Friedrich-Wilhelm-Gymnasium in Berlin, ging von dort 1806 als Konrektor und Schloßprediger nach Küstrin, und wechselte 1809 als Lehrer für Geschichte nach Breslau.
Dort wurde er erst Lehrer an der jüdischen Wilhelmsschule (bis 1827 in Eigenverwaltung):S. 196 und gründete gleichzeitig eine private Töchterschule. 1812 trat er seine endgültige Stellung als Lehrer für Geschichte am Maria-Magdalenen-Gymnasium an, wo er auch eine Gymnasialprofessur erhielt. Die meisten seiner Geschichtsbücher sind speziell auf weibliche Schüler ausgerichtet, also wohl für den Unterricht in der dem Magdalenen-Gymnasium angegliederten Mädchenschule.:S. 213
1836 gründete er auch noch ein Seminar für künftige Erzieherinnen.
Er ist Autor mehrerer historiografischer Bücher für den Schulunterricht, Kriegsberichte über die Napoleonischen Kriege in Schlesien und eines Führers für die Stadt Breslau mit einer Stadtkarte.
Sein Lehrbuch der Weltgeschichte für Töchterschulen in vier Bänden wurde auch ins Französische und Holländische übersetzt.

## Familie
Nösselt war zwei Mal verheiratet. Seine erste Ehe schloss er am 3. Mai 1807 in Halle (Saale) mit Sophie Auguste Luise Wilhelmine von Miltitz (* 24. Januar 1784 in Wesel; † 30. Juli 1827 in Breslau), die Tochter des Hans Dietrich von Miltitz und der Anette Louise Henriette von Laurens (* 1749; † 22. August 1796 in Genthin). Seine zweite Ehe ging er 1832 in Haynau mit Henriette Kurts (* 1789; † 31. Dezember 1872 in Breslau), der Tochter des Oberpfarrers und Superintendenten Johann Fürchtegott Kurts (* 1781; † 24. September 1844 in Haynau), ein. Aus den Ehen stammen Kinder. Von diesen kennt man:
Ehe I.
1. Sohn Otto Friedrich Emil Nösselt (* 19. Mai 1808 in Küstrin; † 30. August 1833 in Breslau), Student jur.
2. Sohn Albert Rudolf Maximilian Nösselt (* 20. Dezember 1811 in Breslau; † 1. Juni 1862 ebenda) Mechaniker, Optiker und Teilhaber der Firma „Nösselt und Staritz“ in Breslau, ⚭ 15. Juli 1839 in Breslau mit Johanna Maria Luise Staritz (* 27. Juli 1817 in Berlin; † 2. Dezember 1903 in Haynau), Tochter des Traugott Christian Staritz (auch Stahritz; * 28. Februar 1780 in Gruna ei Zeitz) Tischlermeister in Berlin und dessen Frau Dorothea Christine Marie Tieder (auch: Thieder; * 18. Juni 1786 in Berlin)
3. Sohn Otto Nösselt (* 25. Juni 1814 in Breslau; † 14. November 1871 in Halle (Saale)), 1854 Buchdruckereibesitzer in Seidenberg/Schlesien, Werkmeister des Cansteinischen Verlags in Halle (Saale), Eisenbahnsekretär, ⚭ 30. November 1848 in Breslau mit Caroline Gerlach (* 25. April 1824 in Erlangen; † 10. August 1895 in Halle (Saale))
4. Sohn Ferdinand Constantin Nösselt (* 25. November 1815 in Breslau) Drechslermeister in Schweidnitz/Schlesien
5. Sohn Friedrich Rudolf Theodor Nösselt (* 24. November 1817 in Breslau; † jung ebenda)
6. Tochter Clara Luise Emilie Nösselt (* 19. September 1819 in Breslau; † 6. März 1821 ebenda)
7. Sohn Carl Ludwig Hugo Rudolf Nösselt (* 16. September 1824 in Breslau), Apotheker Breslau, 1850 Pharmazeut in Berlin, ⚭ mit Klothilde Marquardt zu Marquartstein

Ehe II.
1. Friedrich Albert Maximilian Nösselt (* 25. Februar 1831; † 11. Oktober 1875 in Genf) Uhrmacher und Kaufmann, seit 1851 Inhaber einer Bank in Genf, ⚭ 10. Januar 1863 in Brüssel mit Sidone Amelie Eggermont, Tochter des Laurent Joseph Eggermont u. d. Ursula Bonaventure Febvrier

## Werke
- Kriegs-Geschichten aus den Jahren 1812/13 etc., oder: Darstellungen und Schilderungen aus den Feldzügen der Franzosen und der verbündeten Truppen, Sitten- und Characterzüge aus Schlachten und Belagerungen, ausführliche Beschreibung einzelner anziehender Gegebenheiten, aus den Berichten der Augenzeugen geschöpft. Erster Band. Breslau, Graß & Barth, 1814.
- Kriegs-Geschichten aus den Jahren 1812/13: oder Darstellungen und Schilderungen aus den Feldzügen d. Franzosen u. d. verbündeten Truppen. Zweiter Band. Mit 6 Kupfern. 1814. S. 210–416. Breslau, Graß & Barth, 1814. urn:nbn:de:bvb:12-bsb10409356-5
- Kriegs-Geschichten aus den Jahren 1812/13 etc., oder: Darstellungen und Schilderungen aus den Feldzügen der Franzosen und der verbündeten Truppen, Sitten- und Characterzüge aus Schlachten und Belagerungen, ausführliche Beschreibung einzelner anziehender Gegebenheiten, aus den Berichten der Augenzeugen geschöpft. Dritter Band. Breslau, Graß Barth & Comp., 1815.
- Lehrbuch der Weltgeschichte für Bürgerschulen und die mittleren Klassen der Gymnasien. Mit besonderer Berücksichtigung der deutschen Geschichte. Erster Theil. Leipzig, bei Gerhard Fleischer, 1827.
- Lehrbuch der Weltgeschichte für Bürgerschulen und die mittleren Klassen der Gymnasien. Mit besonderer Berücksichtigung der deutschen Geschichte. Zweiter Theil. Leipzig, bei Gerhard Fleischer, 1827.
- Breslau und dessen Umgebungen: Beschreibung alles Wissenswürdigsten für Einheimische und Fremde. Mit einer Kartenbeilage. Breslau, bei Wilhelm Gottlieb Korn, 1833.
- Kleine Geographie für Töchterschulen und die Gebildeten des weiblichen Geschlechts. 6., verm. und sehr verb. Aufl. Königsberg, Bornträger, 1846. OCLC 313239215
- Geschichte der deutschen Literatur: für das weibliche Geschlecht, besonders für höhere Töchterschulen. Zweiter Theil, Von Göthe bis auf die neueste Zeit. VI, 2. verbesserte Auflage. Breslau, Josef Max & Comp., 1836. urn:nbn:de:bvb:12-bsb10115642-6
- Lehrbuch zur Kenntniß der verschiedenen Gattungen der Poesie und Prosa für das weibliche Geschlecht, besonders für höhere Töchterschulen. XVIII, (6. Auflage, neu bearbeitet von Robert Borberger) Stuttgart, Albert Heitz, 1877. urn:nbn:de:0220-gd-13589158
- Die Geschichte Jesu nach der Erzählung der vier Evangelisten für die Gebildeten des weiblichen Geschlechts. Leipzig, Friedrich Volckmar, 1838.
- Lehrbuch der griechischen und römischen Mythologie für höhere Töchterschulen und die Gebildeten des weiblichen Geschlechts. 4. Auflage Leipzig, Verlag von Ernst Fleischers Buchhandlung, 1853 OCLC 5327718